# Your Turn
Your Turn je druhé studiové album americké skupiny Ceramic Dog, kterou vede kytarista Marc Ribot a dále ji tvoří multiinstrumentalista Shahzad Ismaily a bubeník Ches Smith. Vydáno bylo v dubnu roku 2013 společností Northern Spy Records a jeho producentem byl Greg Saunier. Kromě členů kapely se na albu podíleli například Arto Lindsay a Eszter Balint. Vyšlo na CD a na gramofonové desce.

## Seznam skladeb
| Pořadí         | Název                               | Autor                                   | Délka |
| -------------- | ----------------------------------- | --------------------------------------- | ----- |
| 1.             | Lies My Body Told Me                | Marc Ribot                              | 5:30  |
| 2.             | Your Turn                           | Shahzad Ismaily, Marc Ribot, Ches Smith | 3:58  |
| 3.             | Masters of the Internet             | Marc Ribot                              | 4:04  |
| 4.             | Ritual Slaughter                    | Shahzad Ismaily, Marc Ribot, Ches Smith | 4:04  |
| 5.             | Avanti Popolo                       | Carlo Tuzzi/tradicionál                 | 0:57  |
| 6.             | Ain't Gonna Let Them Turn Us Around | Marc Ribot                              | 3:53  |
| 7.             | Bread and Roses                     | James Oppenheim                         | 5:17  |
| 8.             | Prayer                              | Marc Ribot                              | 5:39  |
| 9.             | Mr. Pants Goes to Hollywood         | Marc Ribot                              | 4:31  |
| 10.            | The Kid Is Back                     | Marc Ribot                              | 3:06  |
| 11.            | Take 5                              | Paul Desmond                            | 5:25  |
| 12.            | We Are the Professionals            | Shahzad Ismaily, Marc Ribot, Ches Smith | 3:53  |
| 13.            | Special Snowflake                   | Ches Smith                              | 1:39  |
| Celková délka: | Celková délka:                      | Celková délka:                          | 51:56 |

## Obsazení

### Ceramic Dog
- Marc Ribot – kytara, zpěv, banjo, baskytara, melodika, horn, trubka
- Shahzad Ismaily – baskytara, syntezátor, zpěv, kytara, klávesy, samply
- Ches Smith – bicí, perkuse, elektronické efekty, zpěv, klávesy

### Ostatní hudebníci
- Eszter Balint – zpěv, melodika, varhany, housle
- Dan Willis – hoboj, zurna
- Keefus Ciancia – samply
- Arto Lindsay – kytara